# El naranjo o los círculos del tiempo
El naranjo, o los círculos del tiempo, es una colección de cinco cuentos largos del escritor mexicano Carlos Fuentes publicada en 1993. En este libro, Carlos Fuentes juega con diversos mitos: el conquistador conquistado, la atemporalidad de la historia. Recorre las obsesiones típicas de su literatura. El árbol del naranjo así, no sólo es el hilo conductor de los cinco relatos que conforman este volumen, sino una síntesis de la obra de Fuentes y al mismo tiempo, el libro con el que se cierra el ciclo narrativo que él ha llamado «La edad del tiempo». El naranjo es la cifra de la fertilidad, del mestizaje y de la nueva vida en otras tierras, a partir de hechos históricos concretos (como el cerco de Numancia o la Conquista de México), de la condición circular del tiempo.

## Argumentos

### Las dos orillas
Jerónimo de Aguilar narra cómo, tras vivir años con los indios, sirve de intérprete a Hernán Cortés en la Conquista de México, pero con el propósito de hacer fracasar su empresa. 

### Los hijos del conquistador
Martín II, hijo de Cortés con La Malinche, intercambia juicios sobre su padre, su madre y la colonia con su hermano Martín I; finalmente, ambos son acusados de conspiración y desterrados a España. 

### Las dos Numancias
Polibio de Megalópolis reflexiona sobre Escipión Emiliano, el general romano que, tras tomar la ciudad de Numancia, alcanza la gloria.

### Apolo y las putas
Vince Valera, galán de Hollywood, visita un prostíbulo de enanas en Acapulco; sale a pasear con ellas en lancha y en medio de una larga orgía, muere súbitamente.

### Las dos Américas
Un marinero genovés cuenta en su diario sus mentiras sobre el oro y las perlas, pero también sus verdades sobre los frutos y la gente del Nuevo Mundo.